# Adele Jergens
Adele Jergens (n.  ?) a fost o actriță americană.

## Carieră
Jergens a devenit cunoscută la sfârșitul anilor 1930, când a fost numită „Miss Cea Mai Frumoasă din Lume” la Expoziția Mondială de la New York din 1939. La începutul anilor 1940, a lucrat pentru scurt timp ca dansatoare de modă Rockette și a fost considerată dansatoarea numărul unu din New York.
După câțiva ani de muncă ca model și fată de cor, inclusiv ca dublă interpretare a lui Gypsy Rose Lee în spectacolul de pe Broadway Star and Garter în 1942, Jergens a semnat un contract cu Columbia Pictures în 1944 și și-a vopsit părul șaten în blond.
La începutul carierei sale, a fost adesea distribuită în roluri de dansatoare, cum ar fi în Down to Earth (1947), cu Rita Hayworth în rol principal, The Dark Past (1948), cu William Holden, și Armored Car Robbery (1950).
Jergens a jucat-o pe mama lui Marilyn Monroe în Ladies of the Chorus (1948), deși era cu doar nouă ani mai în vârstă decât Monroe. De asemenea, a jucat-o pe prietena unui criminal în Try and Get Me (1950) și a apărut în filmul Abbott and Costello Meet the Invisible Man (1951).
A avut un rol în The Cobweb (1955), regizat de Vincente Minnelli și cu Richard Widmark și Lauren Bacall în rolurile principale. De asemenea, a lucrat la emisiunea radio din anii 1950, Stand By for Crime, interpretând-o pe Carol Curtis, o tipă fermecătoare, alături de soțul ei din viața reală, Glenn Langan, care l-a interpretat pe Chuck Morgan.

## Viață personală
În 1949, în timp ce filma pentru Treasure of Monte Cristo, un film noir cu acțiunea plasată în San Francisco, l-a întâlnit și s-a căsătorit cu colegul ei de platou, Glenn Langan. Au rămas căsătoriți până la moartea acestuia, cauzată de limfom, pe 26 ianuarie 1991, la vârsta de 73 de ani.
Au avut un copil, un fiu, Tracy Langan, care a lucrat în cele din urmă la Hollywood ca tehnician de film. A murit din cauza unei tumori cerebrale în 2001.
Au avut un copil, un fiu, Tracy Langan, care a lucrat în cele din urmă la Hollywood ca tehnician de film. A murit din cauza unei tumori cerebrale în 2001.

## Moarte
Jergens a murit de pneumonie pe 22 noiembrie 2002, la casa ei din Camarillo, California, cu patru zile înainte de a împlini 85 de ani.
A fost înmormântată lângă soțul și fiul ei la cimitirul Oakwood Memorial Park din Chatsworth, California.

## Filmografie aleasă
- Hello Frisco, Hello (1943) – Cor (nem.)
- Sweet Rosie O'Grady (1943) – Cină la Delmonico's / Fata de cor (nem.)
- Jane Eyre (1943) – Femeie la petrecere (nem)
- The Gang's All Here (1943) – Fata de cor (nem.)
- Pin Up Girl (1944) – Angajat la cantină (nem.)
- Black Arrow (1944) – Mary Brent
- Dancing in Manhattan (1944) – Darnelle (nem.)
- Together Again (1944) – Gilda LaVerne (nem.)
- Tonight and Every Night (1945) – Cor (nem.)
- A Thousand and One Nights (1945) - Prințesa Armina
- State Fair (1945) – Fată pe rollercoaster (nem.)
- Fallen Angel (1945) – Femeie la spectacolul lui Madley (nem.)
- She Wouldn't Say Yes (1945) – Allura
- The Corpse Came C.O.D. (1947) – Mona Harrison
- Down to Earth (1947) – Georgia Evans
- When a Girl's Beautiful (1947) – Adele Jordan
- Blondie's Anniversary (1947) – Gloria Stafford
- The Prince of Thieves (1948) – Lady Christabel
- I Love Trouble (1948) – Boots Nestor
- The Woman from Tangier (1948) – Nylon
- The Fuller Brush Man (1948) – Miss Sharmley
- The Dark Past (1948) – Laura Stevens
- Ladies of the Chorus (1948) – Mae Martin
- Slightly French (1949) – Yvonne La Tour
- Law of the Barbary Coast (1949) – Lita
- The Crime Doctor's Diary (1949) – Inez Gray
- Make Believe Ballroom (1949) – Adele Jergens
- The Mutineers (1949) – Norma Harrison
- Treasure of Monte Cristo (1949) – Jean Turner
- The Traveling Saleswoman (1950) – Lilly
- Radar Secret Service (1950) – Lila
- Blonde Dynamite  (1950) – Joan Marshall
- Side Street (1950) – Lucille 'Lucky' Colner
- Everybody's Dancin' (1950) – Adele Jergens
- Beware of Blondie (1950) – Toby Clifton
- Armored Car Robbery (1950) – Yvonne LeDoux
- Edge of Doom (1950) – Irene
- Blues Busters (1950) – Lola Stanton
- The Sound of Fury (1950) – Velma
- Sugarfoot (1951) – Reva Cairn
- Abbott and Costello Meet the Invisible Man (1951) – Boots Marsden
- Show Boat (1951) – Cameo McQueen (nem.)
- Aaron Slick from Punkin Crick (1952) – Gladys
- Somebody Loves Me (1952) – Nola Beach
- Overland Pacific (1954) – Jessie Loraine
- Fireman Save My Child (1954) – Harry's Wife
- The Miami Story (1954) – Gwen Abbott
- The Big Chase (1954) – Doris Grayson
- Strange Lady in Town (1955) – Bella Brown
- Outlaw Treasure (1955) – Rita Starr
- The Cobweb (1955) – Miss Cobb
- The Lonesome Trail (1955) – Mae
- Day the World Ended (1955) – Ruby
- Girls in Prison (1956) – Jenny
- Fighting Trouble (1956) – Mae Randle
- Runaway Daughters (1956) – Dixie Jackson